# Limonia raiateaae
Limonia raiateaae là một loài ruồi trong họ Limoniidae. Chúng phân bố ở miền Australasia.